# دانیل آرانسوبیا
دانیل آرانسوبیا (اسپانیایی: Daniel Aranzubia‎؛ زادهٔ ۱۸ سپتامبر ۱۹۷۹) یک بازیکن فوتبال، و دروازه‌بان اهل اسپانیا است.
از باشگاه‌هایی که در آن بازی کرده‌است می‌توان به دپورتیوو لاکرونیا و اتلتیک بیلبائو اشاره کرد.
وی همچنین در تیم ملی فوتبال اسپانیا بازی کرده‌است.